# محمود غينيا
المعلم محمود غينيا فنان مغربي متخصص في فن الڭناوة ولد بمدينة الصويرة سنة 1951. يتقن العزف على آلة الهجهوج.

## حياته
توفي يوم الثاني من غشت سنة 2015 عن سن يناهز 64 سنة.

## روابط خارجية
- محمود غينيا على موقع ميوزك برينز (الإنجليزية)
- محمود غينيا على موقع ميوزك برينز (الإنجليزية)
- محمود غينيا على موقع أول ميوزيك (الإنجليزية)
- محمود غينيا على موقع ديسكوغز (الإنجليزية)
- محمود غينيا على موقع ديسكوغز (الإنجليزية)